# 21149 Kenmitchell
21149 Kenmitchell este o planetă minoră (asteroid) din centura de asteroizi. A fost descoperită pe 19 aprilie 1993 la Observatorul Palomar de Carolyn S. Shoemaker. 
Obiectul prezintă o orbită caracterizată de o semiaxă mare de 1,9325852 UAi, o excentricitate de 0,04, o înclinație de 23,93397 ° în raport cu ecliptica.